# BiSH
BiSH(비쉬)는 일본의 여성 아이돌 그룹이다. 소속 사무소는 주식회사 WACK. 소속 레이블은 에이벡스 트랙스.

## 개요
2015년 1월, 일찌기 BiS를 다룬 와타나베 쥰노스케가 「BiS를 한번 더 시작한다」라고 BiSH의 시동을 선언. 사운드 프로듀스에 마츠쿠마 켄타(SCRAMBLES), 의상의 소토바야시 켄타, 아트 디렉션의 사나다 레이의 초기의 BiS를 다루어 온 스탭을 맞이해 5명 체제로 활동을 시작. 2016년 1월, 에이벡스에서 메이저로 데뷔하면서 '신생 빌어먹을 아이돌' 직함을 벗고, 같은 해 2월경부터 새롭게 '악기 없는 펑크 밴드' 직함으로 활동하고 있다. 멤버는 2차례 탈퇴와 2차례 가입을 거쳐 2016년 8월부터 현재 6인 체제가 된다. 모모코구미컴퍼니를 중심으로 멤버 전원이 악곡을 작사했으며 거의 모든 악곡의 안무는 아이나 디 엔드가 맡았다. 일부 악곡에 있어서는 멤버 작곡도 채용되고 있다.
BiSH의 뜻은 Brand-new idol SHiT, 즉 신생 쿠소 아이돌이다. 때문에 팬들을 청소원(똥을 치우는 사람이라는 의미)이라고 부른다. 2015년 4월에 행해진 첫 라이브의 「BiSH의 세 개조」에 발표되었다.
2021년 12월 24일, 2023년에 그룹을 해산하는 것을 발표했다.
2022년 12월 22일, 국립 요요기 경기장에서 열린 무대에서 2023년 6월 29일에 도쿄 돔에서 해산 공연을 가진 후 해산함을 발표했다.
2023년 6월 29일, 도쿄 돔에서 개최된 라스타 라이브 「Bye-Bye Show for Never」를 기해 그룹을 해산했다.

## 구성원
- 아이나 디 엔드 (アイナ・ジ・エンド, 1994년 12월 27일(30세)), 오사카부 출신, 솔로로서도 활동
- 센토치히로 칫치 (セントチヒロ・チッチ, 1993년 5월 8일(31세)), 도쿄도 출신, CENT로서도 활동
- 모모코구미컴퍼니 (モモコグミカンパニー, 1994년 9월 4일(30세)), 도쿄도 출신
- 하시야스메 아츠코 (ハシヤスメ・アツコ, 1990년 9월 27일(34세)), 후쿠오카현 출신(도쿄도 태생), 2015년 8월 가입, 최연장자
- 링링 (リンリン, 1997년 3월 9일(28세)), 시즈오카현 출신, 2015년 8월 가입
- 아유니 D (アユニ・D, 1999년 10월 12일(25세)), 홋카이도 출신, 2016년 8월 가입, PEDRO로서도 활동, 최연소

### 전 구성원
- 유카코러브디럭스 (ユカコラブデラックス, 3월 18일 ~ ), 오사카부 출신
  - 2015년 4월 3일 탈퇴.
- 허그 미 (ハグ・ミィ, 9월 11일 ~ ), 도쿄도 출신
  - 2016년 6월 2일 탈퇴.

## 작품

### 싱글
| #                  | 발매일            | 타이틀                                                                 | 순위              | 비고              |
| SUB TRAX (인디즈)  | SUB TRAX (인디즈) | SUB TRAX (인디즈)                                                      | SUB TRAX (인디즈) | SUB TRAX (인디즈) |
| ------------------ | ----------------- | ---------------------------------------------------------------------- | ----------------- | ----------------- |
| -                  | 2015년 9월 2일    | OTNK                                                                   | 10위              |                   |
| avex trax (메이저) |                   |                                                                        |                   |                   |
| 1                  | 2016년 5월 4일    | DEADMAN                                                                | 5위               |                   |
| 2                  | 2017년 3월 22일   | プロミスザスター                                                       | 4위               |                   |
| 3                  | 2018년 3월 28일   | PAiNT it BLACK                                                         | 1위               |                   |
| 4                  | 2018년 6월 27일   | Life is beautiful/HiDE the BLUE                                        | 3위               |                   |
| -                  | 2018년 6월 27일   | NON TiE-UP                                                             | 12위              | 게릴라 발매       |
| 5                  | 2018년 12월 5일   | stereo future                                                          | 4위               |                   |
| 6                  | 2019년 11월 6일   | KiND PEOPLE/リズム                                                     | 2위               |                   |
| 7                  | 2022년 1월 12일   | FiNAL SHiTS                                                            | 3위               |                   |
| 8                  | 2022년 2월 9일    | ぴょ                                                                   | 2위               |                   |
| 9                  | 2022년 3월 2일    | 愛してると言ってくれ                                                   | 4위               |                   |
| 10                 | 2022년 4월 20일   | ごめんね                                                               | 4위               |                   |
| 11                 | 2022년 5월 11일   | LiE LiE LiE                                                            | 3위               |                   |
| 12                 | 2022년 6월 29일   | どんなに君が変わっても僕がどんなふうに変わっても明日が来る君に会うため | 4위               |                   |
| 13                 | 2022년 7월 27일   | SEE YOU                                                                | 8위               |                   |
| 14                 | 2022년 8월 31일   | サヨナラサラバ                                                         | 5위               |                   |
| 15                 | 2022년 9월 21일   | UP to ME                                                               | 9위               |                   |
| 16                 | 2022년 10월 26일  | 悲しみよとまれ                                                         | 3위               |                   |
| 17                 | 2022년 11월 23일  | 脱・既成概念                                                           | 11위              |                   |
| 18                 | 2022년 12월 21일  | ZUTTO                                                                  | 3위               |                   |
| 19                 | 2023년 3월 22일   | Bye-Bye Show                                                           | 1위               |                   |

### 앨범
| #                  | 발매일            | 타이틀               | 순위              | 비고              |
| SUB TRAX (인디즈)  | SUB TRAX (인디즈) | SUB TRAX (인디즈)    | SUB TRAX (인디즈) | SUB TRAX (인디즈) |
| ------------------ | ----------------- | -------------------- | ----------------- | ----------------- |
| 1                  | 2015년 5월 27일   | Brand-new idol SHiT  | 20위              |                   |
| 2                  | 2016년 1월 20일   | FAKE METAL JACKET    | 13위              |                   |
| avex trax (메이저) |                   |                      |                   |                   |
| 1                  | 2016년 10월 5일   | KiLLER BiSH          | 7위               |                   |
| mini               | 2017년 6월 28일   | GiANT KiLLERS        | 4위               |                   |
| 2                  | 2017년 11월 4일   | THE GUERRiLLA BiSH   | 6위               | 게릴라 선행 발매  |
| 2                  | 2017년 11월 29일  | THE GUERRiLLA BiSH   | 5위               |                   |
| 3                  | 2019년 6월 12일   | CARROTS and STiCKS?? | 6위               | FAKE판            |
| 3                  | 2019년 7월 3일    | CARROTS and STiCKS   | 4위               |                   |
| BEST               | 2020년 7월 8일    | FOR LiVE -BiSH BEST- | 1위               |                   |
| 3.5                | 2020년 7월 22일   | LETTERS              | 1위               |                   |
| 4                  | 2021년 8월 4일    | GOiNG TO DESTRUCTiON | 1위               |                   |
| BEST               | 2023년 6월 28일   | BiSH THE BEST        | 1위               |                   |

### 착신 한정
| #         | 발매일           | 타이틀                                     | 형태      |
| avex trax | avex trax        | avex trax                                  | avex trax |
| --------- | ---------------- | ------------------------------------------ | --------- |
| 1         | 2019년 1월 30일  | 二人なら                                   | 싱글      |
| 2         | 2019년 4월 3일   | STiCKS                                     | EP        |
| 3         | 2019년 5월 3일   | CARROTS                                    | EP        |
| 4         | 2020년 4월 13일  | TOMORROW                                   | 싱글      |
| 5         | 2020년 10월 28일 | STORY OF DUTY                              | 싱글      |
| 6         | 2021년 3월 26일  | STAR                                       | 싱글      |
| 7         | 2021년 4월 9일   | ZENSHiN ZENREi                             | 싱글      |
| 8         | 2021년 5월 6일   | in case...                                 | 싱글      |
| 9         | 2021년 7월 5일   | STACKiNG                                   | 싱글      |
| 10        | 2023년 4월 2일   | innocent arrogance                         | 싱글      |
| 11        | 2023년 5월 28일  | Patient!! - BiSH Ver. from BiSH THE NEXT - | 싱글      |
| 12        | 2023년 6월 18일  | THE NEXT - BiSH Ver. from BiSH THE NEXT -  | 싱글      |

### 그 외
| # | 발매일           | 타이틀                         | 순위 | 비고                          |
| - | ---------------- | ------------------------------ | ---- | ----------------------------- |
| 1 | 2021년 11월 30일 | 柏木由紀なりのBiSH-BAD TEMPER- | 9위  | 카시와기 유키와의 콜라보 싱글 |